# Massamåla
Massamåla är en mindre by i Uppvidinge kommun i Åseda socken i Småland, cirka en mil nordost om Åseda. Den består av en handfull gårdar som skiftades upp i mitten på 1800-talet. 